# Phong Hiệp
Phong Hiệp là một xã thuộc tỉnh Cà Mau, Việt Nam.

## Địa lý
Xã Phong Hiệp có vị trí địa lý:
- Phía đông giáp phường Giá Rai
- Phía tây giáp xã Tân Lộc và xã Trí Phải
- Phía nam giáp xã Phong Thạnh
- Phía bắc giáp xã Vĩnh Phước và tỉnh An Giang.

Xã Phong Hiệp có diện tích 117,28 km², dân số năm 2024 là 28.710 người, mật độ dân số đạt 244 người/km².

## Lịch sử
Sau năm 1975, xã Phong Thạnh Tây thuộc huyện Hồng Dân, tỉnh Bạc Liêu.
Ngày 20 tháng 9 năm 1975, Bộ Chính trị ban hành Nghị quyết số 245-NQ/TW về việc hợp nhất tỉnh Bạc Liêu, tỉnh Cà Mau và hai huyện An Biên, Vĩnh Thuận (ngoại trừ 2 xã Đông Yên và Tây Yên) của tỉnh Rạch Giá thành một tỉnh mới, tên gọi tỉnh mới cùng với nơi đặt tỉnh lỵ sẽ do địa phương đề nghị lên.
Ngày 20 tháng 12 năm 1975, Bộ Chính trị ban hành Nghị quyết số 19/NQ về việc hợp nhất tỉnh Bạc Liêu và tỉnh Cà Mau thành một tỉnh mới, tên gọi tỉnh mới cùng với nơi đặt tỉnh lỵ sẽ do địa phương đề nghị lên.
Ngày 24 tháng 2 năm 1976, Chính phủ Cách mạng Lâm thời Cộng hòa miền Nam Việt Nam ban hành Nghị định số 3/NQ/1976 về việc hợp nhất tỉnh Bạc Liêu và tỉnh Cà Mau thành một tỉnh mới, lấy tên là tỉnh Bạc Liêu – Cà Mau. Khi đó, xã Phong Thạnh Tây thuộc huyện Hồng Dân, tỉnh Cà Mau – Bạc Liêu.
Ngày 10 tháng 3 năm 1976, Chính phủ ban hành Nghị quyết về việc thành lập tỉnh Minh Hải trên cơ sở đổi tên tỉnh Bạc Liêu – Cà Mau. Khi đó, xã Phong Thạnh Đông thuộc huyện Hồng Dân, tỉnh Minh Hải.
Ngày 29 tháng 12 năm 1978, Hội đồng Chính phủ ban hành Quyết định số 326-CP về việc:
- Thành lập huyện Phước Long thuộc tỉnh Minh Hải.
- Chuyển xã Phong Thạnh Tây huyện Hồng Dân về huyện Phước Long mới thành lập quản lý.

Ngày 25 tháng 7 năm 1979, Hội đồng Bộ trưởng ban hành Quyết định số 275-CP về việc chia xã Phong Thạnh Tây thành 3 xã: Phong Dân, Phong Hòa, Phong Hiệp.
Ngày 17 tháng 5 năm 1984, Hội đồng Bộ trưởng ban hành Quyết định số 75-HĐBT về việc:
- Sáp nhập huyện Phước Long vào huyện Hồng Dân
- Sáp nhập 4 xã: Phong Dân, Phong Hòa, Phong Hiệp, Phước Tây thuộc huyện Phước Long vào huyện Hồng Dân quản lý.

Ngày 14 tháng 2 năm 1987, Hội đồng Bộ trưởng ban hành Quyết định số 33B-HĐBT về việc:
- Giải thể xã Phước Tây để sáp nhập vào xã Phước Long và xã Phong Hiệp.
- Tách một phần diện tích và dân số của xã Phước Tây để sáp nhập vào xã Phong Hiệp.
- Tách một phần diện tích và dân số của xã Vĩnh Tiến để sáp nhập vào xã Phong Hòa.

Sau khi phân vạch, điều chỉnh địa giới hành chính:
- Xã Phong Hiệp có 4.938 ha đất và 6.460 nhân khẩu.
- Xã Phong Hòa có 2.858 ha đất và 5.227 nhân khẩu.

Ngày 9 tháng 11 năm 1990, Ban Tổ chức – Cán bộ của Chính phủ ban hành Quyết định số 483/QĐ-TCCP về việc thành lập xã Phong Thạnh Nam trên cơ sở 3 xã: Phong Hòa, Phong Hiệp, Phong Dân.
Ngày 6 tháng 11 năm 1996, Quốc hội ban hành Nghị quyết về việc chia tỉnh Minh Hải thành tỉnh Bạc Liêu và tỉnh Cà Mau. Khi đó, xã Phong Thạnh Nam thuộc huyện Hồng Dân, tỉnh Bạc Liêu.
Ngày 25 tháng 9 năm 2000, Chính phủ ban hành Nghị định số 51/2000/NĐ-CP về việc:
- Thành lập huyện Phước Long thuộc tỉnh Bạc Liêu.
- Chuyển xã Phong Thạnh Nam thuộc huyện Hồng Dân về huyện Phước Long mới thành lập quản lý.

Ngày 24 tháng 12 năm 2003, Chính phủ ban hành Nghị định số 166/2003/NĐ-CP về việc:
- Thành lập xã Phong Thạnh Tây A thuộc huyện Phước Long trên cơ sở điều chỉnh 5.664 ha diện tích tự nhiên và 9.436 nhân khẩu của xã Phong Thạnh Nam.
- Thành lập xã Phong Thạnh Tây B thuộc huyện Phước Long trên cơ sở 5.907 ha diện tích tự nhiên và 9.192 nhân khẩu còn lại của xã Phong Thạnh Nam.

Ngày 16 tháng 1 năm 2023, UBND tỉnh Bạc Liêu ban hành Quyết định số 83/QĐ-UBND về việc công nhận xã Phong Thạnh Tây B đạt tiêu chuẩn đô thị loại V.
Tính đến ngày 31/12/2024:
- Xã Phong Thạnh Tây A có 7 ấp: 1A, 1B, 2B, 3 , 8, 8A, 8B.
- Xã Phong Thạnh Tây B có 7 ấp: 2A, 4, 9, 9A, 9B, 9C, 12.

Ngày 12 tháng 6 năm 2025, Quốc hội ban hành Nghị quyết số 202/2025/QH15 về việc sắp xếp đơn vị hành chính cấp tỉnh (nghị quyết có hiệu lực từ ngày 12 tháng 6 năm 2025). Theo đó, sáp nhập tỉnh Bạc Liêu vào tỉnh Cà Mau.
Ngày 16 tháng 6 năm 2025, Ủy ban Thường vụ Quốc hội ban hành Nghị quyết số 1655/NQ-UBTVQH15 về việc sắp xếp các đơn vị hành chính cấp xã của tỉnh Cà Mau năm 2025 (nghị quyết có hiệu lực từ ngày 16 tháng 6 năm 2025). Theo đó, thành lập xã Phong Hiệp thuộc tỉnh Cà Mau trên cơ sở toàn bộ 55,97 km² diện tích tự nhiên, quy mô dân số 13.523 người của xã Phong Thạnh Tây A và toàn bộ 61,31 km² diện tích tự nhiên, quy mô dân số là 15.187 người của xã Phong Thạnh Tây B thuộc huyện Phước Long, tỉnh Bạc Liêu.
Xã Phong Hiệp có 117,28 km² diện tích tự nhiên và quy mô dân số là 28.710 người.